# Томс, Лотар
Лотар Томс (нем. Lothar Thoms, 18 мая 1956, Губен, ГДР — 5 ноября 2017) — восточногерманский трековый велогонщик. Олимпийский чемпион 1980 года, многократный чемпион и призёр чемпионатов мира в гите с места на 1000 м.

## Биография
На Олимпийских играх 1980 года в Москве выиграл золото в дисциплине гит с места на 1000 метров, установив олимпийский и мировой рекорды. В 1981 году признан спортсменом года в ГДР.